# Калинин, Алексей Васильевич
Алексей Васильевич Калинин (1882 — ?) — рабочий, член II Государственной думы от Костромской губернии.

## Биография

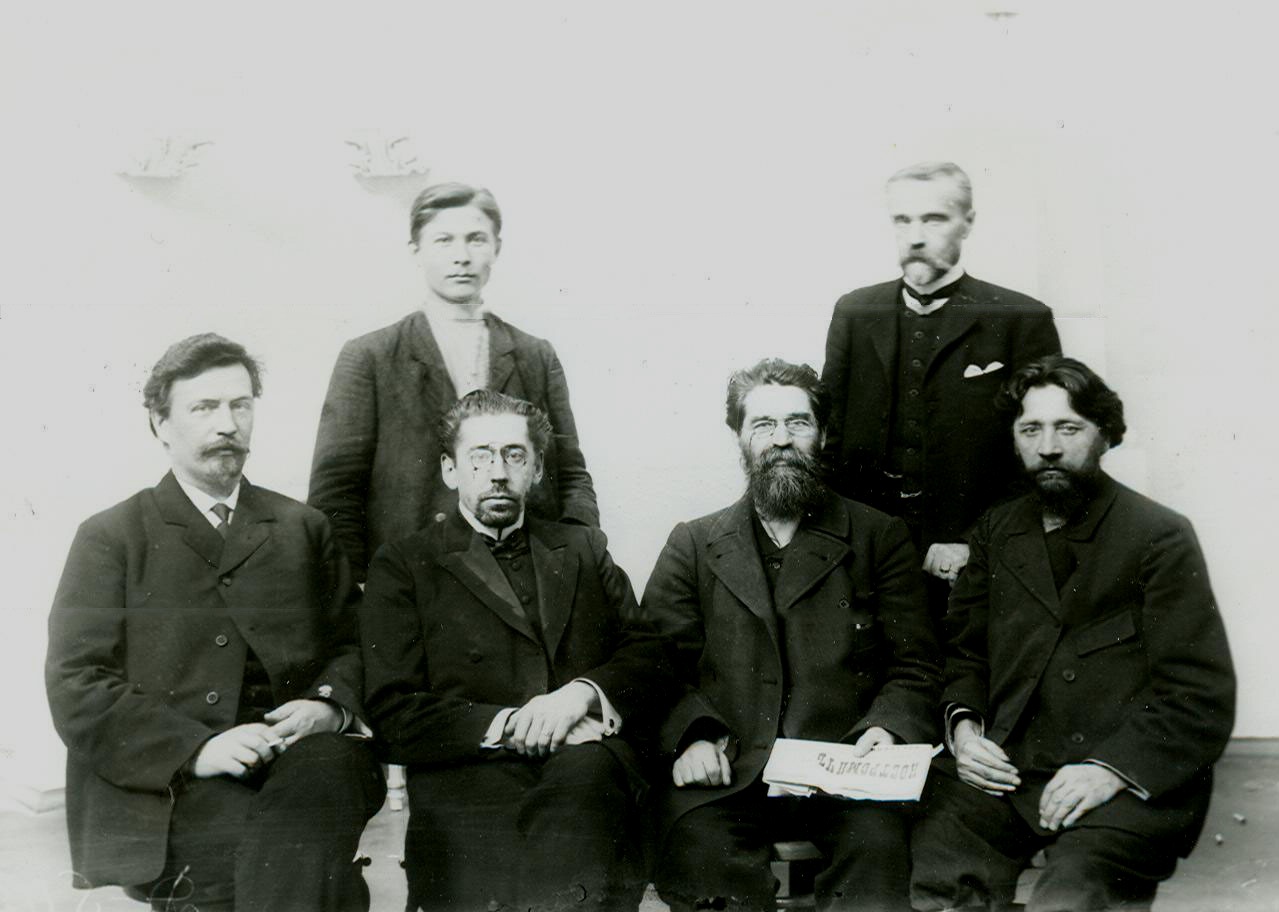
Депутаты Государственной Думы II созыва от Костромской губернии. Стоят:
А. В. Калинин, А. В. Перелешин; сидят: П. Е. Юницкий, Б. Л. Петерсон, Н. Е. Антонов, Ф. И. Галунов

Из крестьян деревни Орехово Филисовской волости Юрьевецкого уезда Костромской губернии. Имел лишь домашнее начальное образование. Был рабочим на электростанции при фабрике Красильщиковых в Родниках. Состоял в большевицкой фракции РСДРП.
8 февраля 1907 года был избран во Государственную думу II созыва от общего состава выборщиков Костромского губернского избирательного собрания.  Избрание произошло в результате соглашения выборщиков  от левых партий  с кадетами. Вошёл в состав  Социал-демократическую фракцию. Вёл переписку со своими избирателями, выслал им листовки и газеты.
После разгона Думы арестован по делу Социал-демократической фракции, содержался в Доме предварительного заключения в Санкт-Петербурге, приговорён к ссылке в Сибирь.
Дальнейшая судьба и дата смерти неизвестны.

### Архивы
- Государственный архив новейшей истории Костромской области. Фонд 383. Опись 1. Дело 51. Лист 186-187;
- Российский государственный исторический архив. Фонд 1278. Опись 1 (2-й созыв). Дело 175; Дело 547. Лист 17, 18.